# Girls with guns

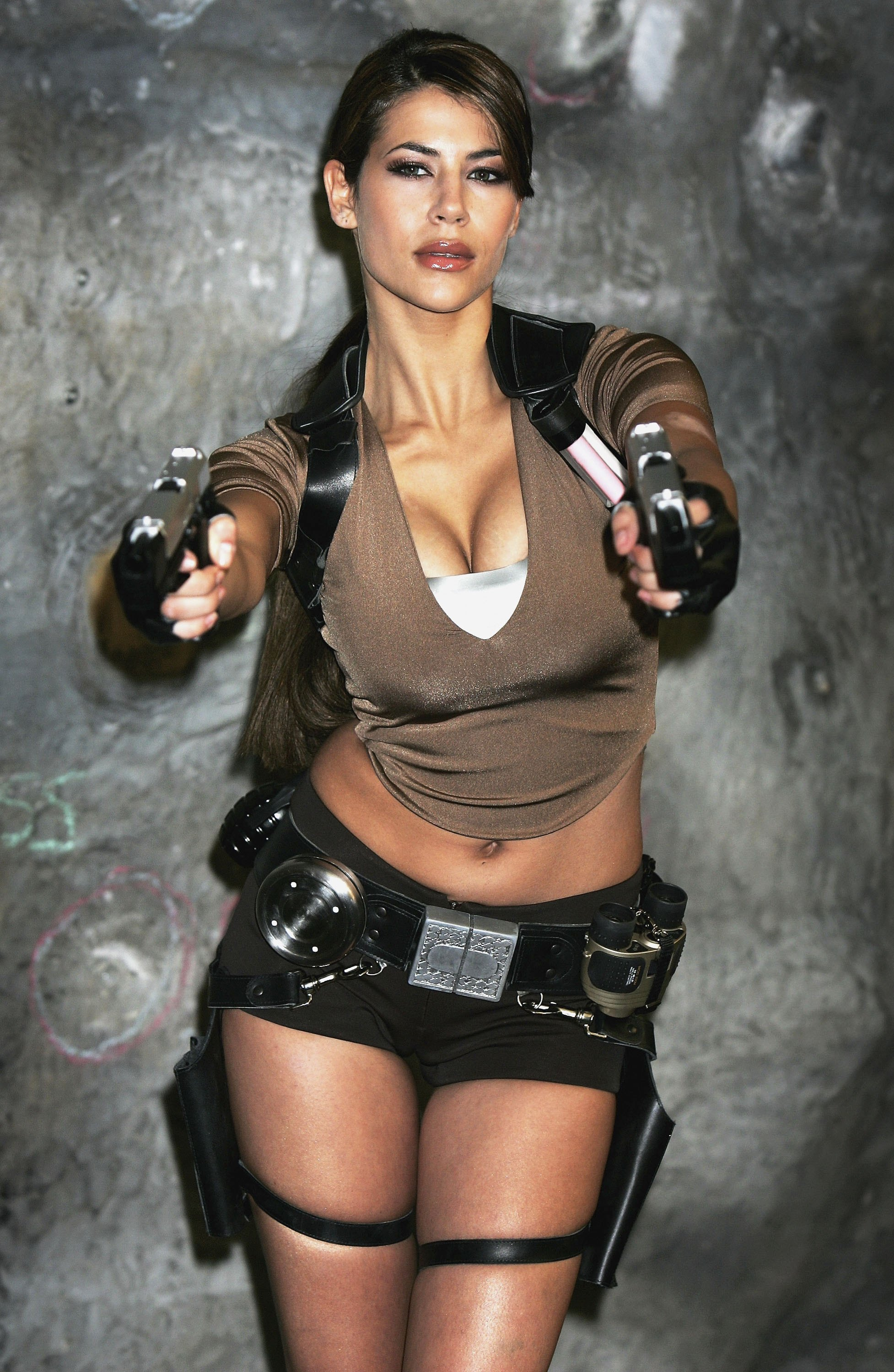
A personagem Lara Croft, famosa garota armada do entretenimento, aqui representada pela modelo oficial Karima Adebibe.

Girls with guns (em português: Garotas com armas) é um subgênero de filmes de ação e animação que retratam uma protagonista do sexo feminino envolvida em tiroteios. O gênero normalmente envolve gun fu, acrobacias e ação de artes marciais.

## Cinema
O filme de Hong Kong de 1985. Yes, Madam, dirigido por Corey Yuen e estrelado por Michelle Yeoh e Cynthia Rothrock, foi descrito por Lisa Funnel como o primeiro filme de "girls with guns". Outros filmes do subgênero foram produzidos até 1994, apresentando nomes como Yukari Oshima, Moon Lee, Sharon Yeung e Cynthia Khan. No início dos anos 2000, foram produzidos filmes que faziam parte do que foi chamado de ciclo de "renascimento das garotas com armas". Eles incluíram Martial Angels (2001), The Wesley's Mysterious File (2002) e So Close (2002).
O artigo intitulado "Girls With Guns: 8 Notable Female Gunslingers in American Cinema" ("Garotas com armas: 8 pistoleiras notáveis no cinema americano") listou 8 protagonistas do sexo feminino com base no IMFDb, destacando nomes como Angelina Jolie, Lucy Liu e Sigourney Weaver.

## Anime
O subgênero "girls with guns" também permeou o espaço do anime. Alguns exemplos incluem Black Lagoon, Bubblegum Crisis, Dirty Pair, Gunsmith Cats, Gunslinger Girl, Lycoris Recoil, Noir, Madlax, e El Cazador. Outros exemplos de anime "girls with guns" são Ghost in the Shell de Masamune Shirow e Mamoru Oshii e sua adaptação para a televisão Ghost in the Shell: Stand Alone Complex, bem como as obras de Yasuomi Umetsu Kite, Mezzo Forte, Mezzo DSA e Pipa: Libertador.

## Séries
Em 2017, a atriz Denise Richards protagonizou a série A Girl is a Gun (literalmente "Uma garota é uma arma"), que é uma série de vingança no estilo dos anos 70 e na tradição grindhouse.